# Theo Püll
Theodor „Theo“ Püll (* 30. September 1936 in Viersen; † Dezember 2023 in Bremerhaven) war ein deutscher Hochspringer. Der elffache Deutsche Meister trat bei zwei großen internationalen Meisterschaften mit der gesamtdeutschen Mannschaft an.

## Sportliche Laufbahn
Püll belegte 1955 bei den Deutschen Meisterschaften den dritten Platz. 1956 gewann Püll den Titel sowohl in der Halle als auch im Freien. 1957 gewann Püll nur im Freien. Von 1958 bis 1961 siegte er jeweils im Freien und in der Halle. Püll verbesserte zweimal den deutschen Rekord: Im Oktober 1958 sprang er in Saarbrücken 2,07 m, im Juli 1960 stellte er diesen Rekord in Cuxhaven ein. 
Bei den Europameisterschaften 1958 in Stockholm belegte er mit 2,06 m den fünften Platz. Zwei Jahre später erreichte Püll auch bei den Olympischen Spielen 1960 in Rom das Finale und ersprang mit 2,03 m den siebten Rang.
Püll begann seine Karriere bei der LG 1947 Viersen und wechselte 1960 zum VfL Wolfsburg. Bei einer Körpergröße von 1,86 m betrug sein Wettkampfgewicht 74 kg. Püll heiratete die Mehrkämpferin Ute Spitzkowsky, die beiden haben zwei Kinder. Püll leitete später die von seinem Schwiegervater aufgebaute Schiffsreinigungsfirma in Bremerhaven. 
Für seine Verdienste um den Sport in Niedersachsen wurde er 1988 in die Ehrengalerie des niedersächsischen Sports des Niedersächsischen Instituts für Sportgeschichte aufgenommen.